# Saïd Ben Saïd
Saïd Ben Saïd (11 juli 1966) is een Tunesisch-Franse filmproducent.

## Carrière
Saïd Ben Saïd groeide op in de Tunesische stad Carthago. In zijn jeugd ontwikkelde hij een passie voor film. Een Marokkaanse diplomaat uit Brussel die met zijn ouders bevriend was bezorgde hem regelmatig VHS-cassettes met filmuitzendingen die opgenomen waren van de Franse en Waalse televisie.
In 1984 verhuisde hij naar Parijs, waar hij een opleiding als ingenieur volgde aan achtereenvolgens het Lyceum van Sainte-Geneviève en ESTP Paris. Begin jaren 1990 volgde hij ook een audiovisuele opleiding aan La Fémis. Na zijn studies ging hij aan de slag als ingenieur bij watermaatschappij Lyonnaise des eaux (nu onderdeel van Suez). Via de neef van zijn eerste echtgenote belandde hij omstreeks 1994 bij televisiezender M6, waar hij verantwoordelijk werd voor de aankoop van films en televisieseries.
Nadien werd hij verantwoordelijk voor de aankoop van internationale producties bij de Franse bioscoopketen UGC. Hij verliet het bedrijf even voor het platenlabel Polydor, maar keerde nadien terug bij UGC als producent. In 2000 produceerde hij met Total western zijn eerste film. Sinds 2010 heeft hij met SBS Productions een eigen productiebedrijf.
In de daaropvolgende jaren produceerde hij films van bekende regisseurs als Roman Polański, Brian De Palma en David Cronenberg. Met de Nederlandse regisseur Paul Verhoeven maakte hij in 2016 de Franstalige thriller Elle. De film leverde hem een jaar later de César voor beste film op.
In juni 2018 werd hij lid van de Academy of Motion Picture Arts and Sciences, de organisatie die jaarlijks de Oscars uitreikt.

## Prijzen en nominaties
| Prijs       | Categorie                    | Film        | Uitslag     |
| ----------- | ---------------------------- | ----------- | ----------- |
| César       | Beste film                   | Elle (2016) | Gewonnen    |
| BAFTA Award | Beste niet-Engelstalige film | Elle (2016) | Genomineerd |

## Filmografie (selectie)
- Total western (2000)
- Tais-toi! (2003)
- Les Dalton (2004)
- Les témoins (2007)
- La Fille du RER (2009)
- Lucky Luke (2009)
- Crime d'amour (2010)
- Impardonnables (2011)
- Carnage (2011)
- Passion (2012)
- Maps to the Stars (2014)
- L'ombre des femmes (2015)
- Aquarius (2016)
- Elle (2016)
- The Assignment (2016)
- L'amant d'un jour (2017)
- Bacurau (2019)
- Frankie (2019)